# 元西馬音內站
元西馬音內站（日语：／ Motonishimonai eki */?）是位於秋田縣舊·雄勝郡元西馬音內町下石地藏（現時：雄勝郡羽後町南元西），羽後交通雄勝線的鐵路車站（廢站）。

## 歷史
- 1935年（昭和10年）2月13日：雄勝鐵道西馬音內站至梺站之間開通（雄勝鐵道全線開通），此站啟用[1][2][3][4]。
- 1943年（昭和18年）10月16日：隨著執行陸上交通事業調整法（日语：陸上交通事業調整法）而進行公司合併，此站成為橫莊鐵道車站[2][3]。
- 1944年（昭和19年）6月1日：公司改名為羽後鐵道。此線的名稱定為雄勝線。使此站成為羽後鐵道雄勝線車站[1][2][5]。
- 1947年（昭和22年）
  - 7月23日：當區發生暴雨，使路基和橋腳被損，雄勝線整段暫停營業，此站也暫停營業[3][6]。
  - 8月14日：羽後山田站至梺站之間重開，此站暫時成為起點站[3][6]。
- 1952年（昭和27年）2月15日：公司改名為羽後交通。使此站成為羽後交通雄勝線車站[1][2][3][5]。
- 1967年（昭和42年）12月1日：西馬音內站至梺站之間廢線，此站也被廢除[1][2][3][5]。

## 車站構造
截至廢站前，此站是地面車站，設有1面1線的單式月台。月台是在路軌北邊（梺方向的列車會開啟右邊車門）。此站沒有轉轍器，不可進行列車交會。
此站是無人車站，沒有站舍。月台北邊設有候車室。

## 車站周邊
車站位於村落南邊，周邊都是稻田。
- 秋田縣道57號十文字羽後鳥海線（日语：秋田県道57号十文字羽後鳥海線） - 附近路軌遺址變成該道路。

## 現狀
截至1995年（平成7年），車站遺址變成了稻田的一部分。在2010年（平成22年）也是同樣情況。
另外截至1999年（平成11年），車站附近路軌遺址已經看不見任何痕跡。

## 相鄰車站
羽後交通
雄勝線
西馬音內－元西馬音內－梺

## 注腳
1. 1 2 3 4  《日本鉄道旅行地図帳 全線全駅全廃線 2 東北》（監修：今尾惠介，新潮社，2008年6月發行）43頁。
2. 1 2 3 4 5  《新 鉄道廃線跡を歩く1 北海道・北東北編》（JTB出版，2010年4月發行）222頁。
3. 1 2 3 4 5 6  《新 消えた轍 3 東北》（著：寺田裕一，Neko出版，2010年8月發行）30,32-33,36頁。
4. 1 2  《私鉄の廃線跡を歩くI 北海道・東北編》（著：寺田裕一，JTB出版，2007年9月發行）165頁。
5. 1 2 3  《私鉄の廃線跡を歩くI 北海道・東北編》（著：寺田裕一，JTB出版，2007年9月發行）106-109頁。
6. 1 2  《RM LIBRARY 52 羽後交通雄勝線》（著：若林宣，Neko出版，2003年11月發行）17頁。
7. 1 2 3 4 5 6  《RM LIBRARY 52 羽後交通雄勝線》（著：若林宣，Neko出版，2003年11月發行）4,15頁。
8. ↑  《鉄道廃線跡を歩く》（JTB出版，1995年11月發行）37頁。
9. ↑  《新 鉄道廃線跡を歩く1 北海道・北東北編》（JTB出版，2010年4月發行）201頁。
10. ↑  《とうほく廃線紀行》（無明舍出版（日语：無明舎出版），1999年12月發行）64頁。

## 相關項目
- 日本鐵路車站列表 Mo